# 조지아 파울러
조지아 파울러(Georgia Fowler, 1992년 6월 17일 ~ )는 뉴질랜드의 모델이다.